# Agave hookeri
Agave hookeri är en sparrisväxtart som beskrevs av Georg Albano von Jacobi. Agave hookeri ingår i släktet Agave och familjen sparrisväxter. Inga underarter finns listade i Catalogue of Life.